# Стробино, Гастон
Гастон Морис Стробино — американский бегун на длинные дистанции. Олимпийский призёр 1912 года в марафоне с результатом 2:38.43. Он выиграл бронзовую медаль в условиях 30-градусной жары, а также на финиш он прибежал с окровавленными ногами. Кроме олимпийского марафона он больше никогда не выступал на марафонской дистанции.
По происхождению был итальянцем, который в раннем возрасте вместе с семьёй иммигрировал в США.